# Philadelphus kansuensis
Philadelphus kansuensis là một loài thực vật có hoa trong họ Tú cầu. Loài này được (Rehder) S.Y. Hu miêu tả khoa học đầu tiên năm 1955.